# Vetkruidblauwtje
Het vetkruidblauwtje (Scolitantides orion) is een dagvlinder uit de familie Lycaenidae (kleine pages, vuurvlinders en blauwtjes).

## Kenmerken
De spanwijdte bedraagt tussen de 25 en 30 millimeter.

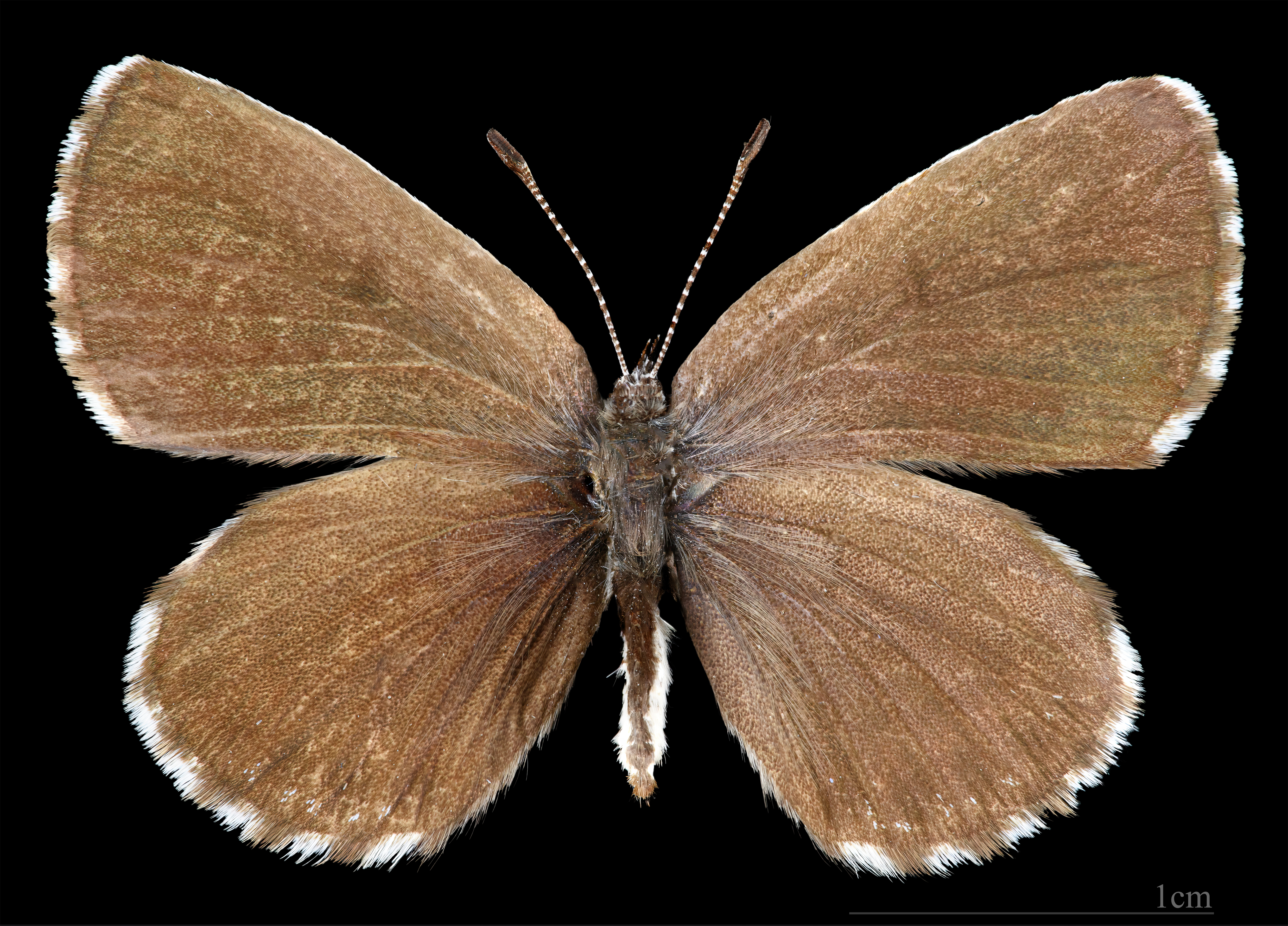
Scolitantides o. orion  ♀
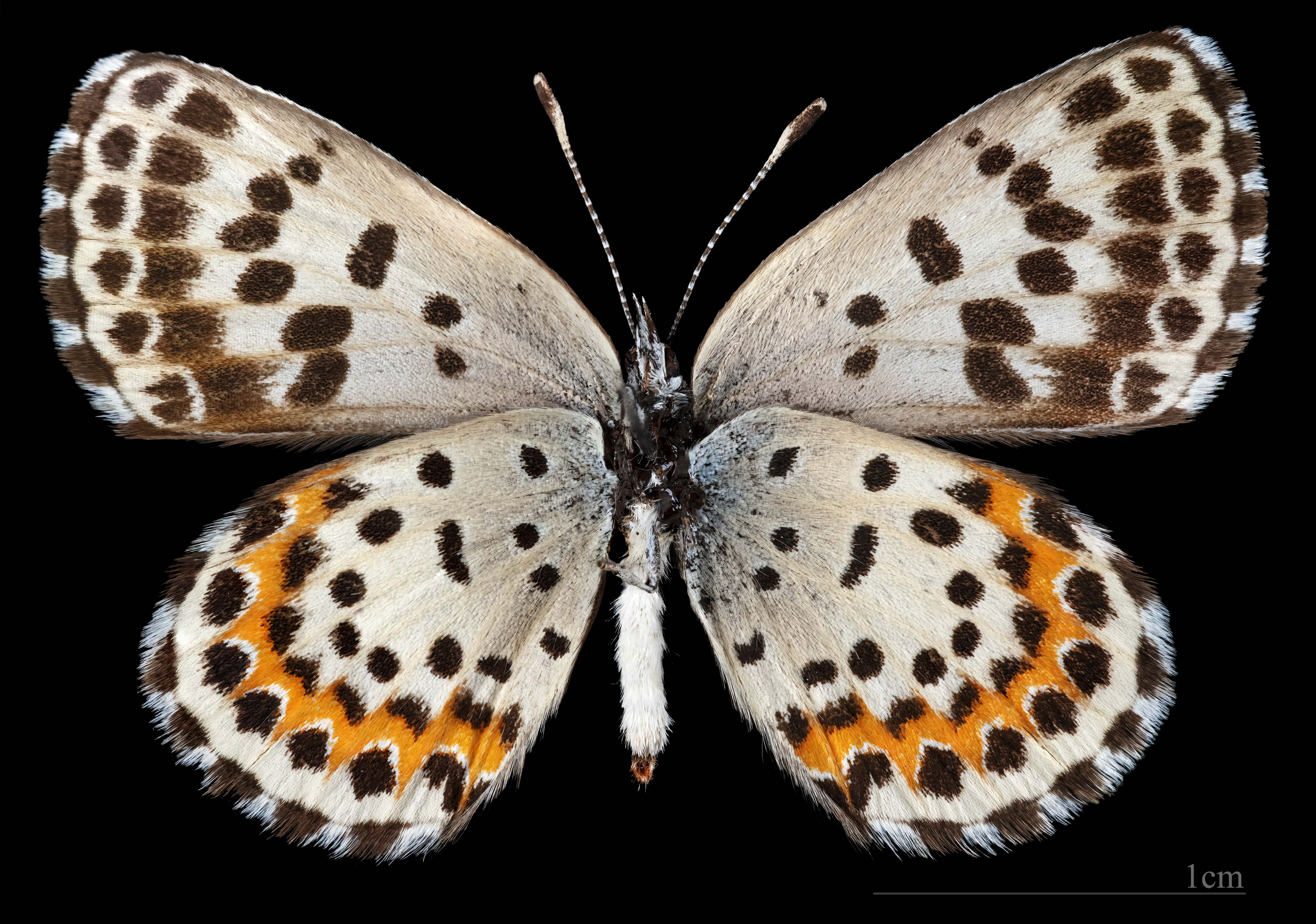
Scolitantides o. orion  ♀ △

## Verspreiding en leefgebied
De vlinder is in Europa te vinden in de Pyreneeën, Alpen en delen van Scandinavië. De vliegtijd is van mei tot september.

## Status
De soort is kwetsbaar, en flink in aantallen achteruitgegaan, gelukkig suggereert onderzoek in Finland dat voor de populatie daar geen direct uitstervingsgevaar dreigt.

## Waardplanten
De waardplanten van het vetkruidblauwtje zijn wit vetkruid en hemelsleutel.